# Southerham Grey Pit
Le Southerham Grey Pit est un site géologique d'intérêt scientifique particulier de 8,5 hectares situé au sud-est de Lewes dans le Sussex de l'Est, en Angleterre,. C'est un site d'examen de la Geological Conservation Review (en),.
Ce site expose des roches datant de l'étage Cénomanien du Crétacé supérieur, il y a environ 100 millions d'années. Il conserve de nombreux bivalves inocéramidés que l'on ne trouve nulle part ailleurs en Grande-Bretagne et qui sont importants pour la corrélation régionale. C'est aussi la dernière source de poissons fossiles de la région. L'endroit est connu pour être le lieu d'origine des première découvertes du grand requin fossile Cretoxyrhina. 